# Dobel (powiat Calw)
Dobel – miejscowość i gmina uzdrowiskowa w Niemczech, w kraju związkowym Badenia-Wirtembergia, w rejencji Karlsruhe, w regionie Nordschwarzwald, w powiecie Calw, wchodzi w skład wspólnoty administracyjnej Bad Herrenalb. Leży w północnym Schwarzwaldzie, ok. 22 km na północny zachód od Calw.

## Współpraca
Miejscowość partnerska:
- Bad Herrenalb, Badenia-Wirtembergia